# Corrado Serina
Corrado Serina (Crema, 24 aprile 1975) è un ex ciclista su strada italiano, professionista dal 2000 al 2005.

## Carriera
Nato nel 1975 a Crema, in provincia di Cremona, da dilettante ha vinto il Trofeo S.C. Marcallo con Casone nel 1995 con la G.S. Carrera Tassoni, da under-23 il Memorial Enrico Panicali nel 1997 con la San Pellegrino-Bottoli-Artoni.
Nel 2000, a 25 anni, è passato professionista con la Mobilvetta; trasferitosi l'anno successivo all'Alexia ha preso parte al Giro di Lombardia 2001, ritirandosi. Nel 2002, con la stessa squadra, nel frattempo diventata Index, ha partecipato alla Parigi-Roubaix e alla Vuelta a España, non riuscendo a portarle a termine.
Trasferitosi ai britannici dell'Endurasport.com nel 2003, con essi ha ottenuto l'unica vittoria da professionista, conquistando la terza tappa della Vuelta Ciclista a León. Tornato l'anno successivo nella squadra dove aveva iniziato la carriera, rinominata Formaggi Pinzolo, ha preso parte al Giro d'Italia 2004, riuscendo a terminarlo, seppure da 139º e ultimo in classifica generale tra quelli arrivato al traguardo dell'ultima tappa, a Milano.
Ha chiuso la carriera nel 2005, a 30 anni, dopo una stagione alla Tenax.

## Palmarès
- 1995 (dilettanti)

Trofeo S.C. Marcallo con Casone
- 1997 (under-23)

Memorial Enrico Panicali
- 2003 (Endurasport.com, una vittoria)

3ª tappa Vuelta Ciclista a León (Bembibre > Villablino)

## Piazzamenti

### Grandi Giri
- Giro d'Italia

2004: 139º
- Vuelta a España

2002: ritirato (8ª tappa)

### Classiche monumento
- Parigi-Roubaix

2002: ritirato
- Giro di Lombardia

2001: ritirato